# Poszukiwany za zdradę (ulotka)

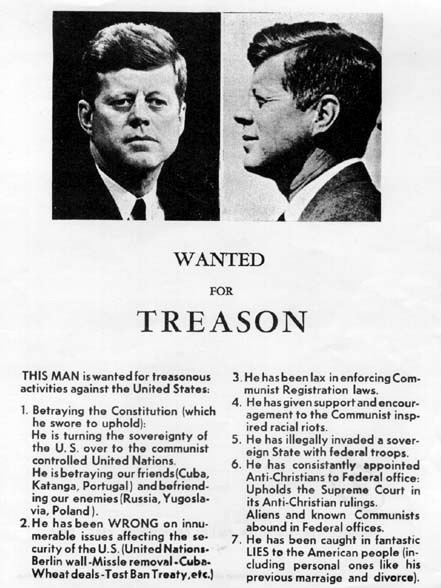
Poszukiwany za zdradę

Poszukiwany za zdradę (ang. Wanted for Treason) – ulotka autorstwa Roberta Surreya, współpracownika generała United States Army Edwina Walkera, rozprowadzana w centrum Dallas dzień lub dwa przed zamachem na prezydenta Stanów Zjednoczonych Johna F. Kennedy’ego. Ulotkę w liczbie około pięciu tysięcy egzemplarzy umieszczano na przednich szybach samochodów i w stojakach dwóch dzienników z Dallas, przez osoby przeciwne polityce gabinetu Kennedy’ego.

## Tło
Wpływowy konserwatysta i celebryta z Dallas generał Edwin Walker (1909–1993) został objęty śledztwem podczas stacjonowania w Niemczech w 1961 roku, za rozpowszechnianie prawicowej propagandy wśród swoich żołnierzy. Po reprymendzie ze strony amerykańskiego dowództwa Walker w proteście zrezygnował, a później został aresztowany i na krótko osadzony w więzieniu, gdy protestował przeciwko przyjęciu afroamerykańskiego studenta Jamesa Mereditha na University of Mississippi. Przyciągnięty prokonserwatywnym klimatem Dallas, Walker kupił dom przy Turtle Creek Boulevard, gdzie często wywieszał amerykańską flagę do góry nogami – sygnał alarmowy, że krajowi grozi niebezpieczeństwo potencjalnego przejęcia władzy przez komunistów. Wieloletni członek John Birch Society, Edwin Walker bezskutecznie kandydował na urząd gubernatora Teksasu w 1962 roku.

## Treść
TEN CZŁOWIEK poszukiwany jest za zdradziecką działalność przeciwko Stanom Zjednoczonym:

1. Za zdradę Konstytucji (której zaprzysiągł przestrzegać). Podporządkowuje on suwerenność Stanów Zjednoczonych kontrolowanej przez komunistów Organizacji Narodów Zjednoczonych. Zdradza naszych przyjaciół (Kubę, Katangę, Portugalię) i przyjaźni się z naszymi wrogami (Rosją, Jugosławią, Polską).

2. Popełnia niezliczone BŁĘDY w sprawach dotyczących bezpieczeństwa Stanów Zjednoczonych (Organizacja Narodów Zjednoczonych, Mur Berliński, sprawa pocisków balistycznych na Kubie, sprzedaż pszenicy, układ o zakazie prób broni nuklearnej itd.).

3. Nie przestrzega ścisłego egzekwowania ustawy o obowiązku rejestrowania się komunistów.

4. Popiera i zachęca inspirowane przez komunistów zamieszki na tle rasowym.

5. Nielegalnie najechał na suwerenne państwo, wykorzystując do tego żołnierzy federalnych.

6. Systematycznie mianuje urzędnikami federalnymi osobników o antychrześcijańskich poglądach. Podtrzymuje antychrześcijańskie orzeczenia Sądu Najwyższego. W urzędach federalnych przeważają obce elementy i znani komuniści.

7. Przyłapano go na fantastycznych KŁAMSTWACH opowiadanych amerykańskiemu narodowi (nawet w sprawach osobistych, jak jego poprzednie małżeństwo i rozwód).